# Emilia Olivia St. George, Duquesa de Leinster
Emilia Olivia St. George (1753 — Londres, 23 de junho de 1798) foi uma nobre britânica. Ela tornou-se duquesa de Leinster pelo seu casamento com William FitzGerald, 2.° Duque de Leinster.

## Família
Emilia Olivia foi a filha primogênita de St George St George, 1.° Barão St George, alto xerife do Condado de Roscommon, na atual República da Irlanda, e de Elizabeth Dominick. Os seus avós paternos eram John Ussher, um capitão do exército na Batalha de Blenheim, além de governador de Galway e vice-almirante de Connacht, e Mary St. George. O seu avô materno era Christopher Dominick de Dublin.
Ela teve apenas um irmão mais novo, cujo nome é desconhecido, falecido aos quatro anos de idade.

## Biografia
Com cerca de 22 anos, Emilia casou-se com o duque William FitzGerald, na data de 4 de novembro de 1775. William era filho do tenente-general James FitzGerald, 1.° Duque de Leinster e de Emilia Mary Lennox.
A partir do casamento, ela recebeu o título de duquesa de Leinster, uma província histórica da Irlanda.
O casal teve nove filhos, seis meninas e três meninos.
A duquesa faleceu com aproximadamente 45 anos de idade, em Londres, no dia 23 de junho de 1785, após quase dez anos de casamento.
Seu viúvo não se casou novamente, e faleceu em 20 de outubro de 1804.

## Descendência
- Isabella Charlotte FitzGerald, esposa do major-general Louis Guy Charles Guillaume de Rohan-Chabot, Visconte de Chabot, com quem teve três filhos;
- Elizabeth FitzGerald (m. 28 de fevereiro de 1857), esposa do tenente-coronel Sir Edward Baker Baker, 1.° Baronete Baker de Ranston, com quem teve quatro filhos;
- Mary Rebecca FitzGerald (6 de maio de 1777 – 28 de setembro de 1842), foi a segunda esposa de Sir Charles Lockhart-Ross, 7.° Baronete Lockhart, com quem teve duas filhas;
- Emily Elizabeth FitzGerald (13 de maio de 1778 – 9 de fevereiro de 1856), foi a esposa de  John Joseph Henry, com quem teve quatro filhos;
- George FitzGerald, Marquês de Kildare (20 de junho de 1783 – fevereiro de 1784);
- Cecilia Olivia Geraldine FitzGerald (3 de março de 1786 – 27 de julho de 1863), foi a esposa de Thomas Foley, 3.° Barão Foley de Kidderminster, com quem teve oito filhos;
- Olivia Letitia Catherine FitzGerald (9 de setembro de 1787 – 28 de fevereiro de 1858), foi a esposa de Charles Kinnaird, 8.° Barão Kinnaird, com quem teve quatro filhos;
- Augustus FitzGerald, 3.° Duque de Leinster (21 de agosto de 1791 – 10 de outubro de 1874), sucessor do pai, foi o primeiro Lord-Lieutenant do Condado de Kildare, além de membro do Conselho Privado. Foi marido de Charlotte Augusta Stanhope, com quem teve quatro filhos;
- William Charles O'Brien FitzGerald (4 de janeiro de 1793 – 8 de dezembro de 1864), não se casou. Teve apenas uma filha, Geraldine Sydney FitzGerald, de mãe desconhecida. Geraldine foi esposa de Henry William Paget Butler, com quem teve três filhos.